# Niphona fuscatrix
Niphona fuscatrix là một loài bọ cánh cứng trong họ Cerambycidae.